# العلاقات الفانواتية الكمبودية
العلاقات الفانواتية الكمبودية هي العلاقات الثنائية التي تجمع بين فانواتو وكمبوديا.

## مقارنة بين البلدين
هذه مقارنة عامة ومرجعية للدولتين:
| وجه المقارنة                                              | فانواتو                                  | كمبوديا                   |
| --------------------------------------------------------- | ---------------------------------------- | ------------------------- |
| المساحة (كم2)                                             | 12.19 ألف                                | 181.03 ألف                |
| عدد السكان (نسمة)                                         | 276.24 ألف                               | 16.01 مليون               |
| الكثافة السكانية (ن./كم²)                                 | 22.66                                    | 88.44                     |
| العاصمة                                                   | بورت فيلا                                | بنوم بنه                  |
| اللغة الرسمية                                             | اللغة البسلاما، لغة فرنسية، لغة إنجليزية | اللغة الخميرية            |
| العملة                                                    | فاتو فانواتي                             | ريال كمبودي، دولار أمريكي |
| الناتج المحلي الإجمالي (بليون دولار)                      | 862.88 مليون                             | 22.16 مليار               |
| الناتج المحلي الإجمالي (تعادل القوة الشرائية) بليون دولار | 790.76 مليون                             | 54.37 مليار               |
| الناتج المحلي الإجمالي الاسمي للفرد دولار أمريكي          | 2.81 ألف                                 | 1.16 ألف                  |
| الناتج المحلي الإجمالي للفرد دولار أمريكي                 | 3.03 ألف                                 | 3.26 ألف                  |
| مؤشر التنمية البشرية                                      | 0.594                                    | 0.555                     |
| رمز المكالمات الدولي                                      | +678                                     | +855                      |
| رمز الإنترنت                                              | .vu                                      | .kh                       |
| المنطقة الزمنية                                           | ت ع م+11:00                              | ت ع م+07:00               |

## منظمات دولية مشتركة
يشترك البلدان في عضوية مجموعة من المنظمات الدولية، منها:
| علم المنظمة | اسم المنظمة                        | تاريخ انضمام فانواتو | تاريخ انضمام كمبوديا |
| ----------- | ---------------------------------- | -------------------- | -------------------- |
|             | يونسكو                             | 10 فبراير 1994       | 3 يوليو 1951         |
|             | مؤسسة التمويل الدولية              | 28 سبتمبر 1981       | 26 مارس 1997         |
|             | بنك التنمية الآسيوي                | 1981                 | 1966                 |
|             | منظمة حظر الأسلحة الكيميائية       | ?                    | ?                    |
|             | مؤسسة التنمية الدولية              | 28 سبتمبر 1981       | 22 يوليو 1970        |
|             | منظمة التجارة العالمية             | ?                    | ?                    |
|             | وكالة ضمان الاستثمار متعدد الأطراف | 27 يوليو 1988        | 1 ديسمبر 1999        |
|             | الاتحاد البريدي العالمي            | ?                    | ?                    |
|             | الاتحاد الدولي للاتصالات           | 30 مارس 1988         | 10 أبريل 1952        |
|             | الأمم المتحدة                      | 15 سبتمبر 1981       | 14 ديسمبر 1955       |
|             | البنك الدولي للإنشاء والتعمير      | 28 سبتمبر 1981       | 22 يوليو 1970        |

## وصلات خارجية
- موقع وزارة الخارجية الكمبودية